# Eyemaxx Real Estate
EyeMaxx Real Estate este un dezvoltator imobiliar activ internațional, cu sediul în Austria, care se concentrează în principal pe Europa de Est.
Grupul este specializat în centre comerciale, dezvoltări logistice și clădiri de birouri și are proiecte de mare amploare în România și alte țări din Europa Centrală și de Est: Bulgaria, Serbia, Slovacia, Cehia, Ungaria, Ucraina și Rusia.
Sediul central al companiei, rezultat al fuziunii câtorva companiii de dezvoltare, se găsește la Viena.
În România, compania EyeMaxx Real Estate este prezentă din anul 2006
și țintește piața de logistică (proiectele Log Center) și retail pe termen mediu și cea de clădiri de birouri pe termen lung.
Cele 10 proiecte de parcuri logistice sau industriale sunt localizate în Timișoara, Ploiești, Brașov, Sibiu, Cluj-Napoca, Bacău, Craiova, Constanța, Oradea și Târgu Mureș, investiția totală ridicându-se la aproximativ 500 milioane de euro.
Proiectul de retail al EyeMaxx este reprezentat de construirea unui mall în Târgu-Jiu.